# كاسكاد مالين (كيبك)
كاسكاد مالين (بالإنجليزية: Cascades-Malignes, Quebec)‏ هي unorganized area of Canada تقع في كندا في La Vallée-de-la-Gatineau Regional County Municipality. يقدر عدد سكانها بـ 0 نسمة ومساحتها 545.90 كم2 .